# Asclettin de Acerenza
Asclettin a fost unul dintre aventurierii normanzi sosiți în sudul Italiei, alături de frații săi, Osmond, Gilbert, Rudolf și Rainulf, membri ai familiei Drengot.
Sosiți în sudul Italiei în 1016, mercenarii normanzi au luptat în solda lui Melus din Bari și a principelui Guaimar al III-lea de Salerno, fiind înfrânți de către trupele bizantine comandate de generalul Vasile Boioannes.
Ulterior, Asclettin a devenit primul conte de Acerenza, fiind unul dintre comandanții normanzi angajați de principele Guaimar al IV-lea de Salerno, cu ajutorul cărora acestora a cucerit o mare parte din Apulia între 1038 și 1042.
Fiul său, având tot numele de Asclettin, a devenit ulterior conte de Aversa.